# Даяты
Даяты (Dayata) — картины, используемые в йогической практике — для медитации и углублённого познания себя, в медицинской практике — для оздоровления и улучшения состояния при многих заболеваниях, в спортивной практике — для большего контроля над психическим состоянием перед соревнованиями и восстановлением после них.
Насчитывается всего 108 Даят. Каждая из них имеет своё значение, область применения и несёт определённый для неё эффект при использовании. При использовании в качестве картин, для медитации, практикующий читает характерную только для этой Даяты мантру и концентрируется на определённых Познаваемых понятиях, которых насчитывается: 
для первого уровня — три, 
для второго уровня — семь, 
для третьего уровня — двенадцать.

## Этимология
Санскрит:
daya — 1. Дающий, дарующий. 2. Дар, подарок.
daya — 1. Часть, доля. 2. Наследственная доля. 3. Наследство.
ta — 1. Звук.
ta — 1. Тот, та, то. 2. Этот, эта, это. 3. Он, она, оно. + 4. Поэтому, от этого. 5. Тот, который.
dayata — 1. Дар это. 2. Наследство это. (Буквально)